# Gewindespindel

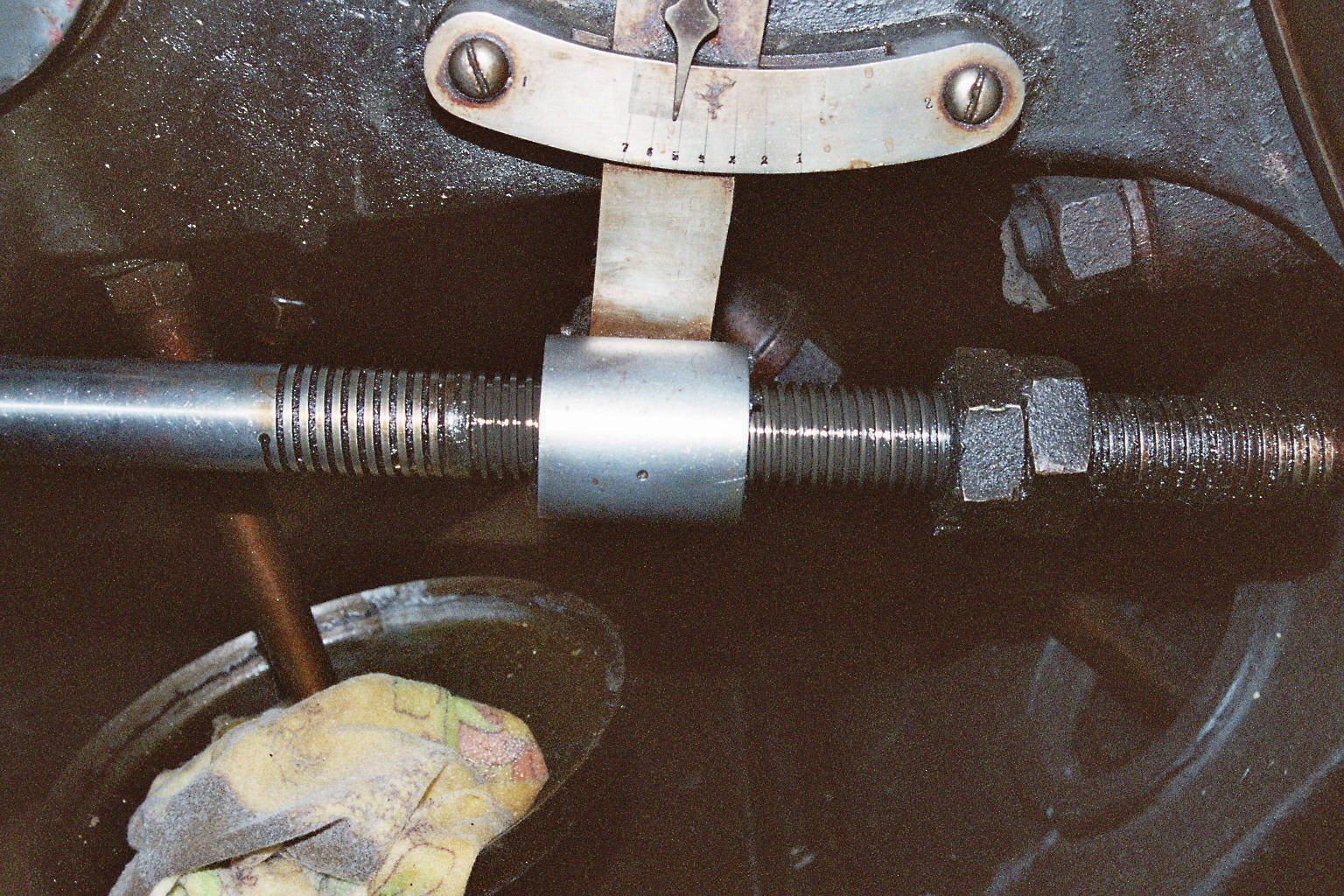
„Bewegungsschraube“ an einer Maschine

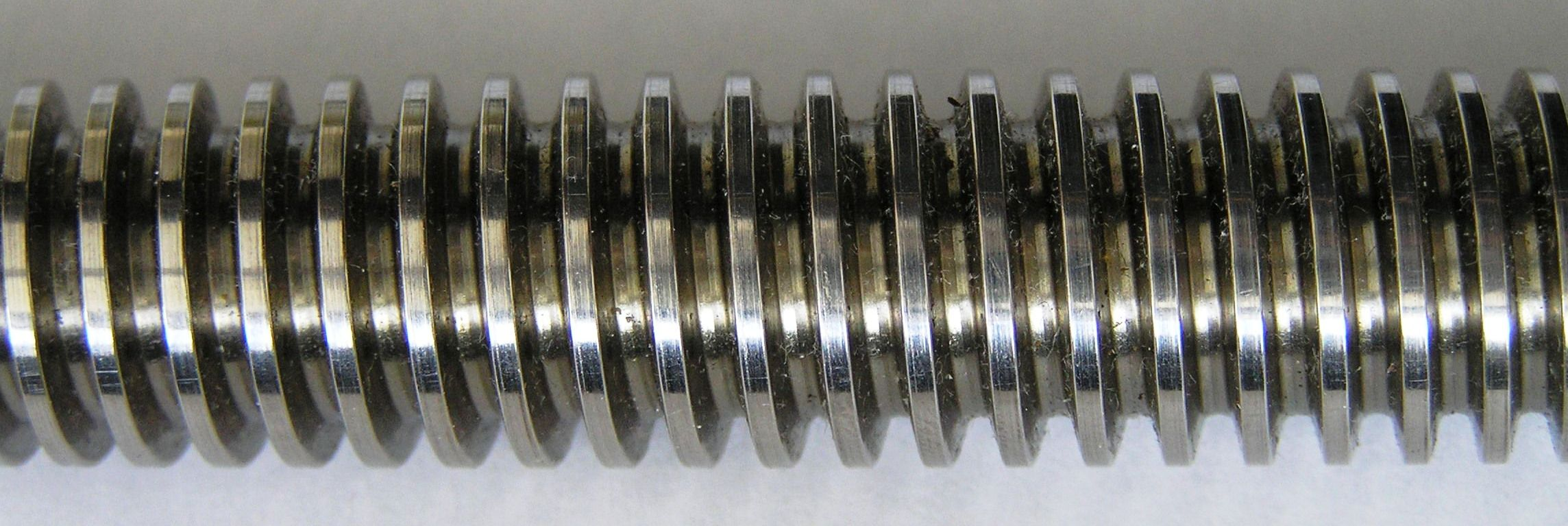
Trapezgewinde einer Gewindespindel

Gewindespindeln, gelegentlich auch Bewegungsschrauben genannt, sind Linearantriebe, die zusammen mit anderen Elementen in einem Schraubgetriebe dazu dienen, eine Drehbewegung in eine Längsbewegung umzuwandeln. Gewindespindeln bestehen aus einer Gewindestange, also einem zylindrischen Rundstab, auf dem bei einfachen Anwendungen ein Trapez- oder Flachgewinde (Bewegungsgewinde) aufgebracht ist.

## Kugelgewindespindeln

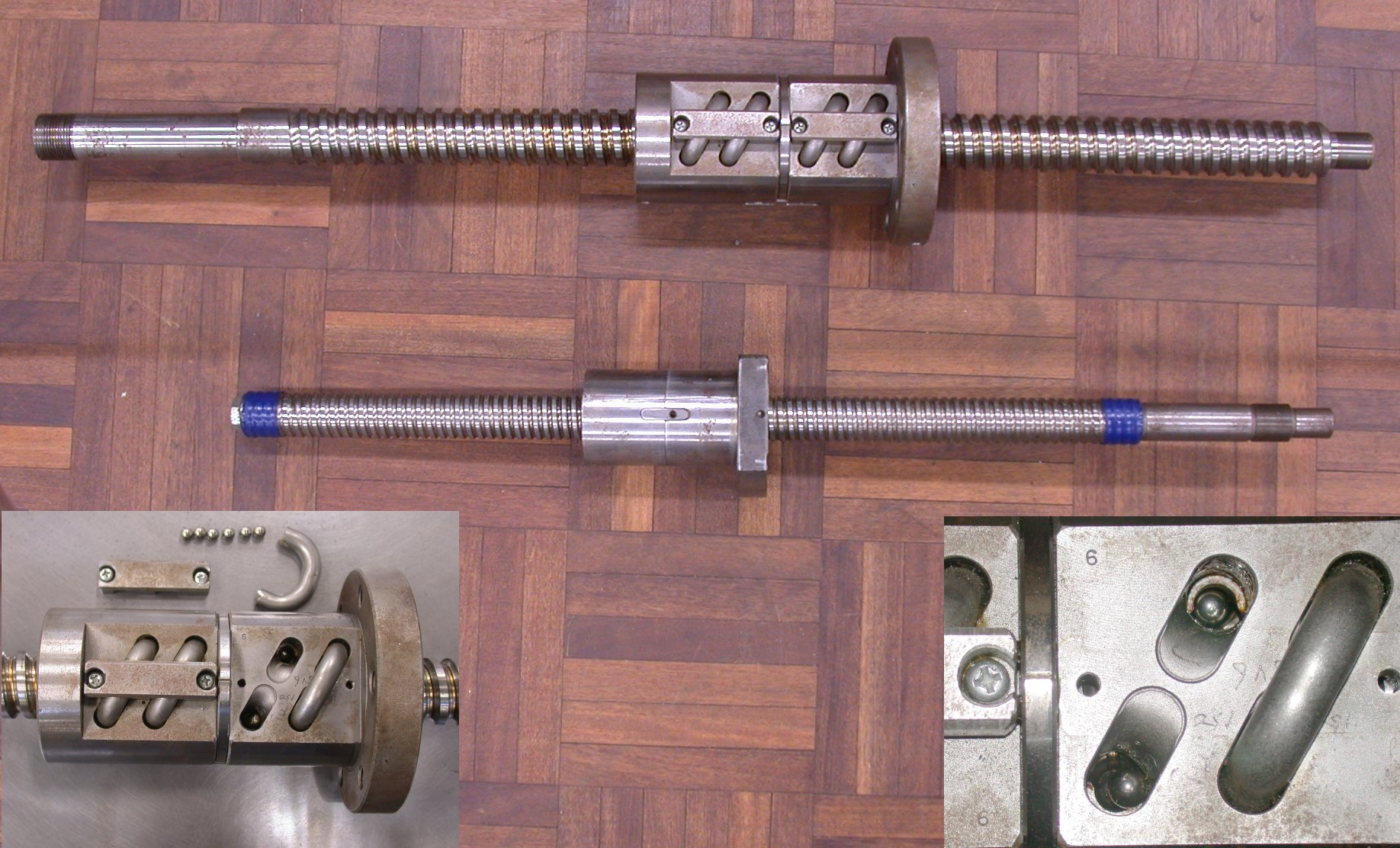
Kugelgewindespindel

Animation einer Kugelgewindespindel: Die Vorschubgeschwindigkeit der Spindelmutter ergibt sich aus der Gleichung
Drehzahl der Spindelwelle
Gewindesteigung

Bei Kugelgewindespindeln, auch Kugelumlaufspindel oder Kugelgewindetrieb genannt, wird die lineare Bewegung an der auf der Spindel aufgefädelten Spindelmutter abgegriffen. Für Anwendungen, die eine hohe Genauigkeit und Spielfreiheit erfordern, gibt es Spindeln, die ein besonderes Gewinde besitzen und mit Muttern gepaart werden, in denen Kugeln in einem geschlossenen System umlaufen. Bei diesen Kugelumlaufspindeln erfolgt zwischen Spindel und Mutter, ähnlich wie bei einem Kugellager, Rollreibung, im Gegensatz zu Gleitreibung bei Spindeln mit Flach- und Spitzgewinden.

## Verwendung

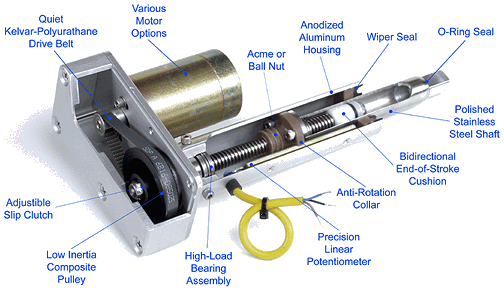
Schnittmodell eines Elektrozylinders

Gewindespindeln werden bei Werkzeugmaschinen zur Längsbewegung der Werkzeugschlitten, der das Werkzeugfutter trägt, oder des Werkstückfutters, mit dem Handrad oder einem Übersetzungsgetriebe verwendet. Moderne Werkzeugmaschinen verwenden fast ausschließlich Kugelgewindetriebe mit gegeneinander verspannten Kugelumlaufmuttern.

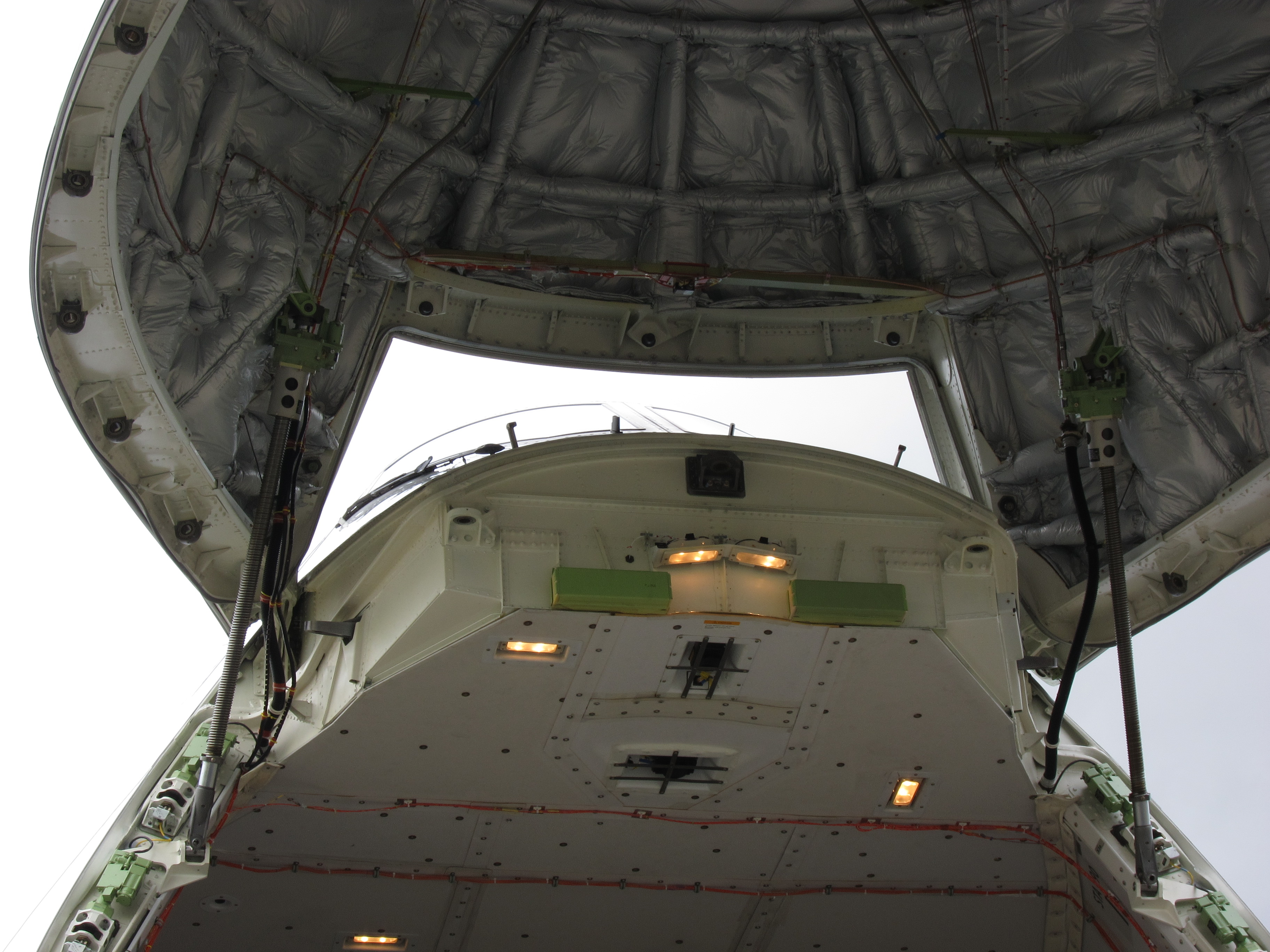
Gewindespindeln an einer Bugladeklappe einer Boeing 747-8

Auch der Magnetkopf in einem Diskettenlaufwerk wird mit einer Gewindespindel bewegt.
Eine Gewindespindel ist Teil eines Scherenwagenhebers. 
In der Automatisierungstechnik bei Sondermaschinen werden Einheiten mit Kugelumlaufspindeln für genaue, teilweise auch dynamische Positionierungsaufgaben verwendet. Komplette Einheiten aus Antriebsmotor, Linearführung und Gewindespindel können auch in zwei oder drei Raumrichtungen kombiniert werden. Eine solche Anordnung in drei Raumrichtungen kann in einem Portalroboter Anwendung finden.
Schrauben, die zum Beispiel für gelegentliche Niveau-Einstellungen von Maschinen verwendet werden, haben eine ähnliche Funktion, jedoch aus Kostengründen das übliche Spitzgewinde von Schrauben für Befestigungszwecke.

## Rollengewindespindeln
Rollengewindespindeln werden in Rollengewindetrieben verwendet. Bei diesen Gewindetrieben unterscheidet man zwischen dem Rollengewindetrieb mit Rollenrückführung, der prinzipiell weitgehend wie ein Kugelgewindetrieb funktioniert, und dem sogenannten Planetenrollengewindetrieb.

## Messung und Anzeige der Spindelposition
Die Umdrehungen der Gewindespindel können mit einem Spindelpositionsgeber als Sensor erfasst werden. Dabei gibt es mechanische und elektronische Varianten. Die mechanischen Geräte arbeiten in der Regel mit sogenannten Zahlenrollen, die der jeweiligen Spindelsteigung angepasst sein müssen. Bei den elektronischen Varianten können unterschiedliche Abtastsysteme zum Tragen kommen. Häufig ist das eine magnetische oder eine optische Signalverarbeitung.
Die Anzeige der Spindelposition erfolgt mittels einer Spindelpositionsanzeige. Neben der Hilfe beim Einrichten der Maschine kann eine solche Anzeige auch aufgrund von Sicherheitsvorgaben erforderlich sein.
Die Vorteile der elektronischen Geräte liegen in der Vernetzung der Geräte untereinander. Aufgrund der Vernetzung können nahezu beliebig viele Geräte über einen Master gesteuert werden, was die Verwaltung vieler eingestellter Spindeln, z. B. an einer Holzbearbeitungsmaschine, vereinfacht.